# M’saken
M’saken (arabisch مساكن, DMG Masākin) ist eine Stadt im Nordosten Tunesiens. Sie liegt rund zwölf Kilometer südlich von Sousse und 140 Kilometer südlich von Tunis an der Autobahn A1 und hat etwa 55.000 Einwohner. Im Sommer ist die Bevölkerungszahl durch den Zustrom vor allem in Frankreich lebender Emigranten deutlich höher.
Der Ortsname bedeutet (im Plural) „Wohnsitze“, „Häuser“.
Bekannter Sportverein der Stadt ist der Croissant Sportif de M’saken.

## Söhne und Töchter der Stadt
- Jaber al Mahjoub (1938–2021), tunesisch-französischer Maler und Künstler
- Zoubaier Baya (* 1971), Fußballspieler
- Saïf Ghezal (* 1981), Fußballspieler
- Enis Hajri (* 1983), Fußballspieler
- Aymen Hammed (* 1983), Handballspieler
- Ammar Jemal (* 1987), Fußballspieler
- Eya Guezguez (2005–2022), Regattaseglerin
- Sarra Guezguez (* 2005), Regattaseglerin

## Partnerstädte
- Ronse, Belgien